# Товарищество украинских актёров
Товарищество украинских актёров — профессиональная театральная труппа организованная И. А. Марьяненко с участием М. К. Заньковецкой и П. К. Саксаганского. В состав товарищества также входил Б. В. Романицкий. Товарищество украинских актёров работало в 1915—1916 гг. в Киеве, также выступало в Елисаветграде и Одессе. Репертуар состоял преимущественно из бытовых пьес.